# Carbasianda
Carbasianda era una colonia greca della Caria nell'attuale Turchia.

## Storia
Fece parte della lega delio-attica visto che appare nell'elenco delle città tributarie di Atene tra il 454 e il 421 a.C. dai quali risulta che pagava un phoros di 1 000 dracme.
Il territorio di Carbasianda era limítrofo a quello della città di Cauno. Si ritiene che dovesse essere situata nella collina a  1,6 km a sud-est delle rovine di Cauno.